# Carica (chimica)
Nell'ambito della chimica e della fisica molecolare, per carica di un'entità molecolare si intende il valore della carica elettrica associata ad essa (considerata in valore assoluto) rispetto al valore della carica elementare (considerata con segno negativo). Tale quantità è dunque adimensionale e può essere negativa (se tale carica ha segno uguale a quello della carica dell'elettrone), positiva (se tale carica ha segno opposto a quello della carica dell'elettrone) o nulla.

## Carica parziale e carica totale
La carica associata a ioni presenta valori interi, mentre nel caso di atomi legati attraverso legame covalente polare la carica associata a tali atomi presenta valori non interi e si parla di carica parziale, in quanto gli elettroni hanno una maggiore probabilità di trovarsi nei pressi degli atomi più elettronegativi, ma allo stesso tempo hanno anche una certa probabilità non nulla (anche se minore) di trovarsi nei pressi degli altri atomi che costituiscono l'entità molecolare in esame. Le cariche parziali si trovano solo su una parte di un'entità molecolare (ad esempio su un atomo o su un gruppo funzionale). La somma di tali cariche parziali è pari alla carica dell'entità molecolare vista nel suo complesso, che per tale motivo è anche detta carica totale.
La carica totale di una molecola neutra o di uno ione poliatomico è uguale alla somma del prodotto tra il numero di atomi degli elementi presenti nella molecola (o ione) e il loro rispettivo numero di ossidazione.

## Notazione
Le cariche vengono indicate nella notazione chimica apponendo il valore della carica ad apice preceduto dal suo segno, che è negativo (-) in caso di eccesso di elettroni e positivo (+) in caso di difetto di elettroni rispetto alla configurazione dell'atomo "neutro", che presenta invece carica nulla. La carica nulla non viene invece indicata. Inoltre se il valore della carica è unitario si indica solo il suo segno (senza il valore "1").
Ad esempio:
- l'atomo di {\displaystyle {\ce {He}}} ha una carica nulla;
- la molecola {\displaystyle {\ce {NH3}}} ha nel suo complesso una carica nulla;
- lo ione {\displaystyle {\ce {H+}}} ha una carica positiva uguale a quella di un singolo elettrone;
- lo ione {\displaystyle {\ce {Ca^2+}}} ha una carica positiva doppia rispetto a quella di un singolo elettrone;
- lo ione {\displaystyle {\ce {Fe^3+}}} ha una carica positiva tripla rispetto a quella di un singolo elettrone;
- lo ione {\displaystyle {\ce {OH-}}} ha una carica negativa uguale a quella di un singolo elettrone;
- lo ione {\displaystyle {\ce {O^2-}}} ha una carica negativa doppia rispetto a quella di un singolo elettrone.

Infine nel caso in cui un atomo presenti delle cariche parziali, esse vengono indicate come {\displaystyle \delta ^{+}} se positive o {\displaystyle \delta ^{-}} se negative, senza indicare esplicitamente il valore della carica, bensì solo il segno.

Cariche parziali in una molecola d'acqua